# Przekładnia pasowa

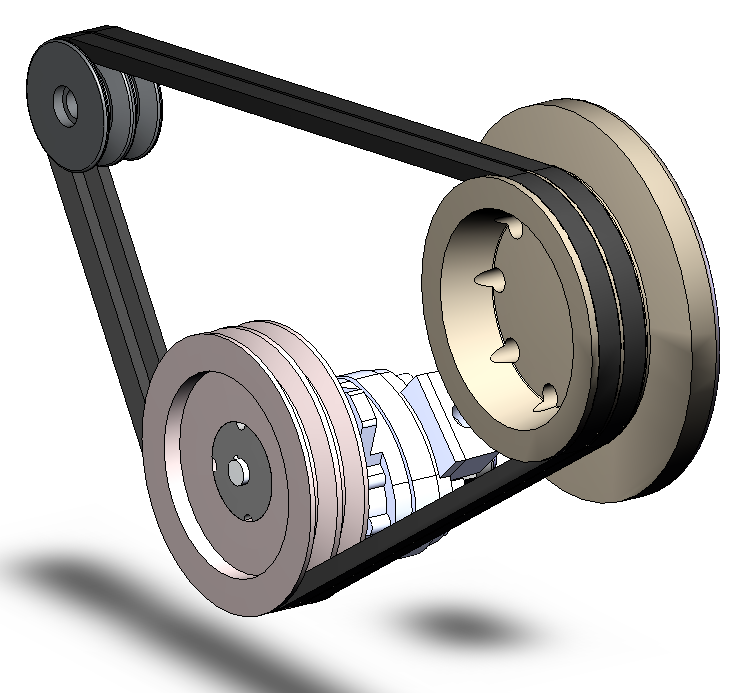
Przekładnia pasowa

## Przekładnia pasowa
Przekładnia mechaniczna cięgnowa, w której cięgnem jest elastyczny pas opasujący oba koła pasowe – czynne i bierne.
Teoretyczne przełożenie przekładni pasowej wyraża się zależnością:
it = d2/d1
Gdzie:
d1 – średnica skuteczna koła napędzającego
d2 – średnica skuteczna koła napędzanego
Rzeczywiste przełożenie jest zmniejszone o poślizg, jakiemu ulega pas na kołach pasowych. Poślizg pasa jest funkcją obciążenia, naciągu wstępnego pasa oraz stopnia jego zużycia.
W przekładniach pasowych przekazanie napędu z koła na pas i z pasa na koło odbywa się dzięki połączeniu ciernemu pomiędzy tymi elementami.
Jako że najsłabszym elementem przekładni pasowej jest pas, obliczenia wytrzymałościowe przekładni sprowadzają się do sprawdzenia wytrzymałości pasa na rozciąganie kr. Pasy i koła klinowe są elementami znormalizowanymi i opisanymi przez Polską Normę PN/M-85201 i PN/M-85202
Pasy przekładni pasowych mogą być wykonane ze skóry, tkaniny, gumy, tworzyw sztucznych lub stali.
Pas gumowy ma warstwę nośną z tkaniny bawełnianej lub sznurka kordowego. Własności tych pasów są zbliżone do pasów tkaninowo-gumowych i zależą głównie od gatunku gumy
Pas z tworzyw sztucznych ma wysoką wytrzymałość, zwiększone dodatkowo przez wtopienie w pas linek stalowych – ta cecha pozwala na zmniejszenie wymiarów przekładni
Pas stalowy wykonuje się z taśm o grubości 0,3–1 mm. Są one rzadko stosowane. Ich zaletą jest duża wytrzymałość, natomiast wady to duża sztywność giętna i mały współczynnik tarcia.
W czasie użytkowania przekładni pasowej pasy ulegają dwojakiemu zużyciu. Po pierwsze będąc wykonane z materiałów elastycznych oraz w czasie swej pracy będąc rozciąganymi ulegają trwałym odkształcenia plastycznym, innymi słowy wydłużają się. W celu uniknięcia niekorzystnego wpływu wydłużania się w przekładniach tego typu niekiedy stosuje się naciągacze pasa. Drugim efektem starzenia się pasa jest utrata jego wytrzymałości na rozciąganie spowodowana, strzępieniem się, drobnymi pęknięciami, przerwaniem elementów zbrojących itd. Z obu powodów pasy muszą podlegać okresowej wymianie. Częstość wymiany określa dokumentacja urządzenia.

Schemat koła pasowego na pas płaski.

## Przekładnie pasowe z pasami płaskimi
Przekładnie pasowe z pasami płaskimi (potocznie zwanym pasem transmisyjnym) stosowane są do przenoszenia napędu na dalsze odległości, nawet do kilkudziesięciu metrów. Koło pasowe przekładni z pasem płaskim mają kształt baryłkowy, który zapobiega zsuwania się pasa z koła.
Wynalazek przekładni pasowej stanowił fundament rewolucji przemysłowej. Dawniej powszechnie stosowane w pędniach – zintegrowanych napędach urządzeń przemysłowych oraz w agrotechnice do napędu młocarni i młynów. Dziś pasy płaskie stosuje się w przenośnikach, taśmociągach i liniach produkcyjnych.

## Przekładnie pasowe z pasami klinowymi

Schemat koła pasowego na pas klinowy.

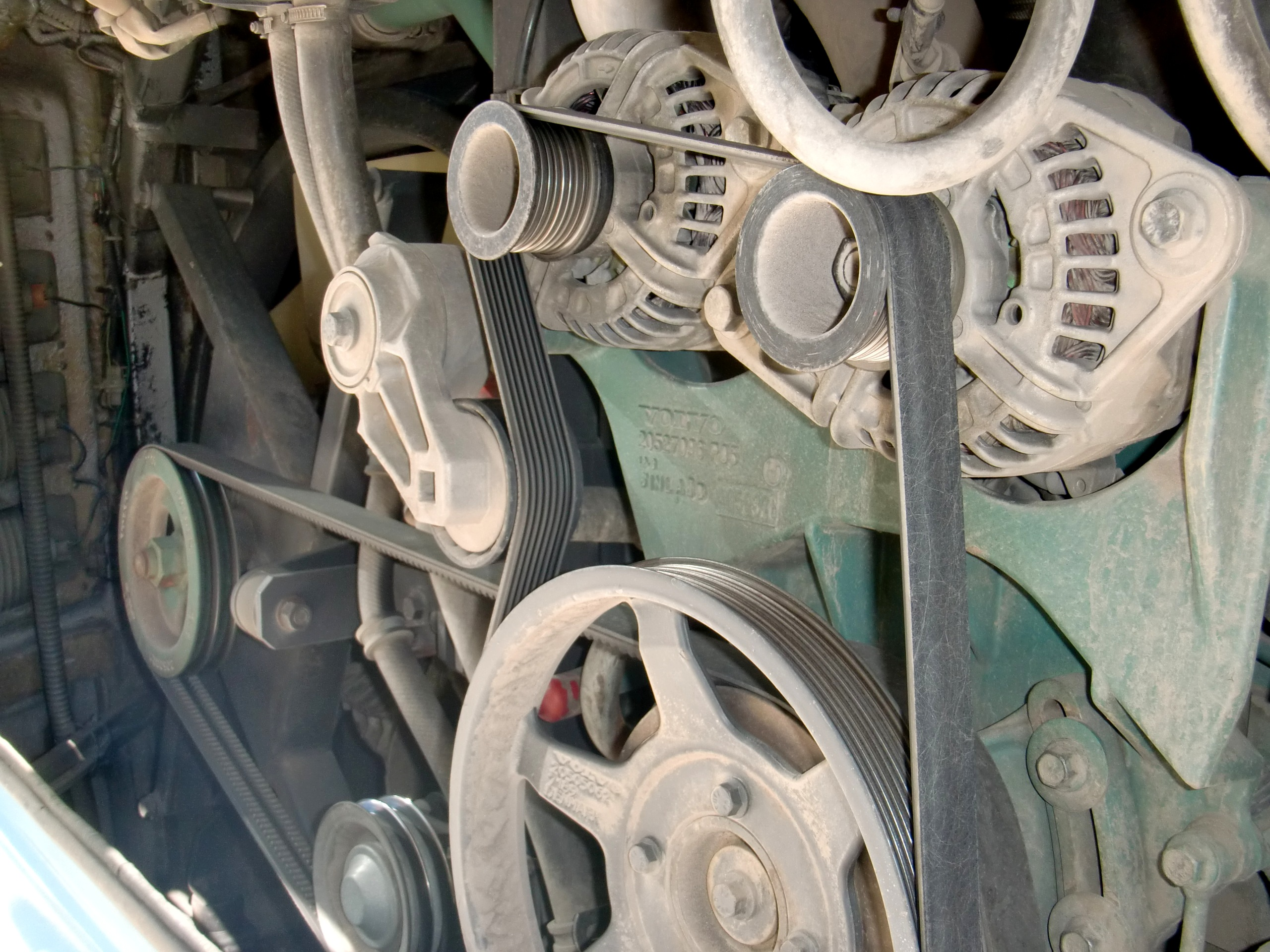
Przekładnia z pasem wieloklinowym.

Wraz z rozwojem technologii tworzyw sztucznych, gumy i kompozytów, przekładnie z pasami klinowymi znajdują coraz szersze zastosowanie w budowie maszyn. Są one w stanie przenosić duże moce, są sprawne i stosunkowo niezawodne. 
Dodatkowo zabezpieczają przez przeciążeniem układu spełniając funkcję sprzęgła poślizgowego. W przekładniach z pasami klinowymi pas o przekroju trapezoidalnym wypełnia klinową przestrzeń koła pasowego, tworząc tym samym powierzchnię styku pomiędzy pasem a kołem. Przy większych mocach stosuje się przekładnie wielopasowe, w których na jednym kole z wieloma klinowymi żłobkami pracuje kilka niezależnych pasów lub pas zespolony. Pasy klinowe mogą być produkowane jako pasy dwustronnego działania.
Przekładnie klinowe służą do przekazania napędu na odległości (do 10 m). Zaletą takich przekładni jest zwarta konstrukcja i cicha praca.

### Pasy klinowe według Polskiej Normy PN-ISO
- pasy klinowe wąskoprofilowe PN-ISO 4184
  - profile: SPZ, SPA, SPB, SPC
- pasy klinowe klasyczne PN-ISO 4184
  - Profile: Z, A, B, C, D, E

### Pasy klinowe według normy GOST
Pasy klinowe produkowane według normy PN-ISO odpowiadają wymaganiom rosyjskiej normy GOST 1284.3-89 oraz GOST 1284.2-89
- profil Z – Z(O) 8,5x6 mm
- profil A – A 11x8 mm
- profil B – B(Б) 14x10 mm
- profil C – C(В) 19x12,5 mm
- profil D – Д(Г) 27x19 mm
- profil E – E(Д) 32x23,5 mm

## Przekładnie pasowe z pasem wielorowkowym (wieloklinowym)

Ribbed belt 5PJ

Dalszą modyfikacją przekładni wielopasowych są przekładnie z paskami płaskimi o wielu drobnych klinach, zwanym wieloklinowym lub wielorowkowym. Przekładnia taka posiada szereg zalet, m.in. wyższą sprawność, trwałość, możliwość pracy dwustronnej, na mniejszej średnicy kół pasowych oraz zajmuje mniej miejsca. Obecnie są szeroko stosowane w motoryzacji do napędu osprzętu silnika.

## Wariatorypasowe

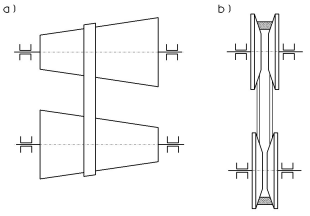

Tak w przypadku przekładni z pasami płaskimi jak i klinowymi istnieją konstrukcje wariatorów o płynnej zmianie przełożenia. W przypadku pasów płaskich, koła mają kształt stożkowy. Przesuwanie pasa (możliwe także w czasie pracy) powoduje zmianę średnic skutecznych na obu kołach. W przypadku wariatora klinowego zastosowane są koła pasowe o specjalnej konstrukcji. Każde z nich jest złożone z dwóch sekcji, których wzajemne położenie osiowe decyduje o szerokości klinowego otwarcia. Pas klinowy w naturalny sposób zajmuje położenie, w którym jak najszczelniej wypełnia te przestrzenie, zmieniając w ten sposób obie średnice skuteczne.

### Pasy wariatorowe według Polskiej Normy PN-ISO
- pasy klinowe wariatorowe PN-ISO 1604
  - profile: W20, W31,5, W40, W50, W62
- pasy klinowe szerokoprofilowe PN-ISO 3410, pasy produkowane według tej normy przeznaczone są przede wszystkim do zastosowań w maszynach i kombajnach rolniczych:
  - profile: HI, HJ, HK, HL, HM, HO

## Przekładnie pasowe z pasem synchronicznym

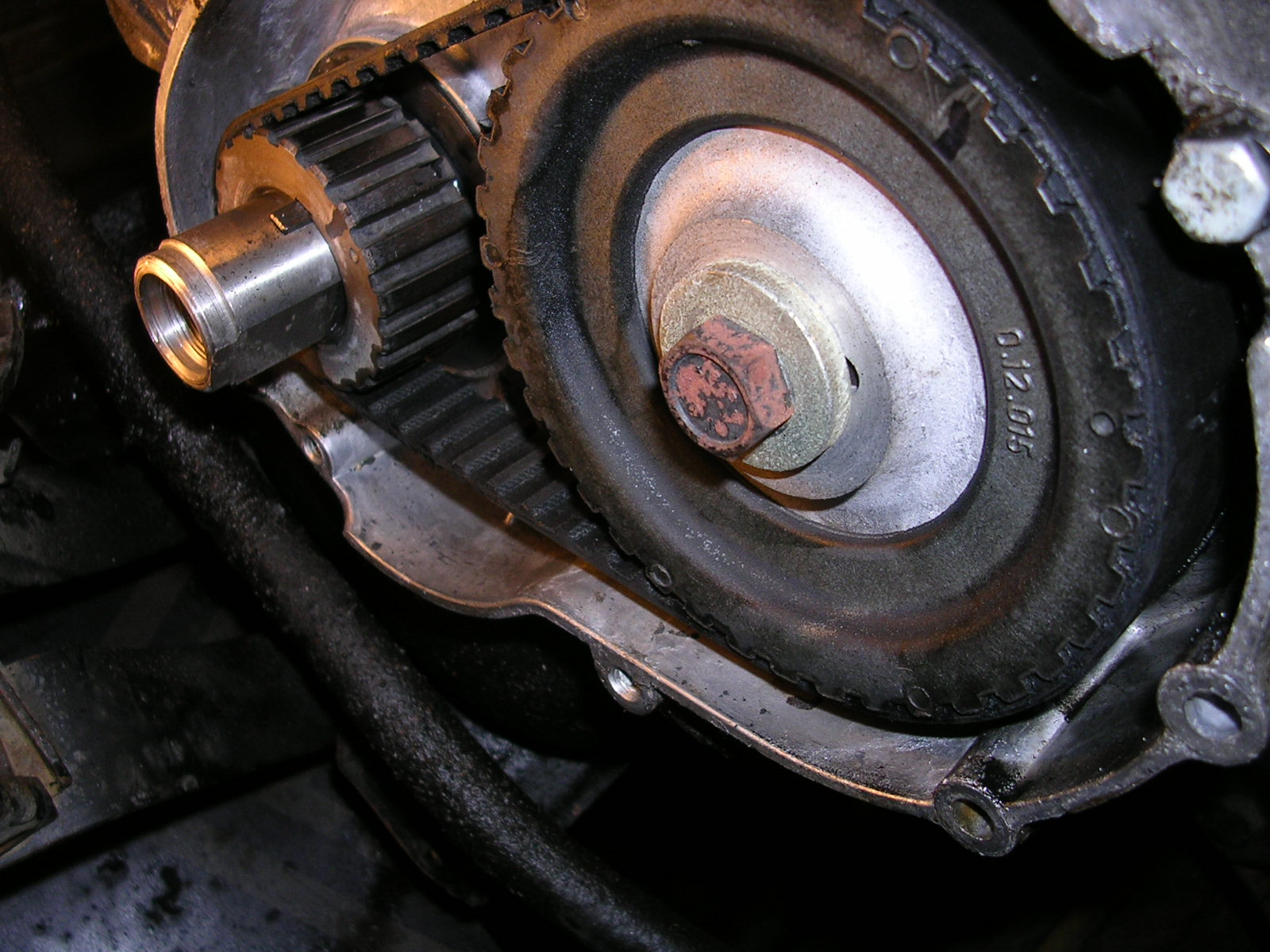
Napęd rozrządu silnika FSO Polonez

Odmiana przekładni przypominająca przekładnię łańuchową, w której przeniesienie napędu następuje poprzez uzębienie płaskiego paska oraz koła pasowego. Brak zjawiska poślizgu oraz wysoka sprawność umożliwia budowanie precyzyjnych przekładni o stałym przełożeniu. Przykładem zastosowania jest napęd rozrządu silników czterosuwowych oraz napęd serwomechanizmów.
Wadą przekładni z pasem synchronicznym jest wrażliwość na przeciążenia, skutkujące przeskokiem paska po kole pasowym lub uszkodzeniem uzębionej powierzchni paska.